# آبری پلازا
آبری کریستینا پلازا (انگلیسی: Aubrey Christina Plaza؛ زادهٔ ۲۶ ژوئن ۱۹۸۴) بازیگر، کمدین و تهیه‌کننده آمریکایی است. از مجموعه‌های تلویزیونی که او در آن‌ها ایفای نقش کرده می‌توان به کمدی پارک‌ها و تفریحات (۲۰۱۵–۲۰۰۹) شبکهٔ ان‌بی‌سی و درام لژیون (۲۰۱۹–۲۰۱۷) شبکهٔ اف‌ایکس اشاره کرد.
پلازا قبل از به دست آوردن اولین نقش اصلی سینمایی خود در تضمینی برای امنیت نیست (۲۰۱۲)، حرفه خود را با اجرای بداهه و اسکتچ کمدی شروع کرد. وی در آثاری مانند آدم‌های بامزه (۲۰۰۹)، اسکات پیلگریم در برابر دنیا (۲۰۱۰)، فهرست کارها (۲۰۱۳)، مایک و دیو همراه عروسی می‌خواهند (۲۰۱۶)، بازی بچگانه (۲۰۱۹) و شادترین فصل (۲۰۲۰) به ایفای نقش پرداخته و در فیلم‌های ساعت‌های اندک (۲۰۱۷)، اینگرید به فنا می‌رود (۲۰۱۷)، خرس سیاه (۲۰۲۰) و امیلی جنایتکار (۲۰۲۲)، در کنار بازیگری به عنوان تهیه‌کننده حضور داشته است.
همچنین در سال ۲۰۲۲، او در فصل دوم سریال نیلوفر آبی سفید نقش یک وکیل سخت‌گیر را بازی کرد که برای آن نامزد جوایز امی ساعات پربیننده و گلدن گلوب شد. مجلهٔ تایم در سال ۲۰۲۳ از را یکی از ۱۰۰ شخص تأثیرگذار جهان نامید. او در سال ۲۰۲۴ در مینی‌سریال آگاتا تمام مدت از دنیای سینمایی مارول به ایفای نقش پرداخت.

## زندگی شخصی
پلازا از سال ۲۰۱۱ با نویسنده و کارگردانی به نام جف بنا رابطه داشت. او در مه ۲۰۲۱ اعلام کرد که ازدواج کرده و در یک پست اینستاگرام از او به عنوان شوهرش یاد کرد. در ۳ ژانویه ۲۰۲۵، پیکر مردهٔ بنا در خانه‌اش در لس آنجلس توسط دستیارش کشف شد. بازرس پزشکی شهرستان لس آنجلس علت مرگ را خودکشی با حلق آویز کردن گزارش کرد.
در مصاحبه با مجله ادوکیت در سال ۲۰۱۶، او اظهار می‌کند: «دخترها به من علاقمندند—این مسئله‌ای نیست. خب، من هم به آنها جذب می‌شوم. من عاشق دخترها و پسرها می‌شوم، نمی‌توانم کنترلش کنم.»
پلازا در ۲۰ سالگی در پی یک سکته مغزی، دچار فلج موقت و آفازی موقت می‌شود؛ به علاوه، در حین فیلمبرداری سر صحنه پارک‌ها و تفریحات، دچار یک حمله ایسکمی گذرا شده است.

## فیلم‌شناسی

### فیلم
| سال  | عنوان                            | نقش           | یادداشت‌ها        | منبع          |
| ---- | -------------------------------- | ------------- | ---------------- | ------------- |
| ۲۰۰۹ | آدم‌های بامزه                     |               |                  |               |
| ۲۰۱۰ | اسکات پیلگریم در برابر دنیا      |               |                  |               |
| ۲۰۱۱ | ۱۰ سال                           |               |                  |               |
| ۲۰۱۲ | تضمینی برای امنیت نیست           |               |                  |               |
| ۲۰۱۲ | نگاهی به درون ذهن چارلز سوان سوم |               |                  | [ ۱۲ ]        |
| ۲۰۱۳ | بر فراز تپه شقایق                |               | دوبله انگلیسی    |               |
| ۲۰۱۳ | او گفت، او گفت                   | زنی در پارک   | فیلم کوتاه       |               |
| ۲۰۱۳ | شکست                             | زن            | فیلم کوتاه       |               |
| ۲۰۱۳ | فهرست کارها                      |               |                  |               |
| ۲۰۱۳ | چارلی کانتریمن                   |               |                  |               |
| ۲۰۱۳ | دانشگاه هیولاها                  |               | صدا              | [ ۱۳ ]        |
| ۲۰۱۴ | درباره الکس                      | سارا          |                  | [ ۱۴ ]        |
| ۲۰۱۴ | ند رایفل                         | سوزان         |                  | [ ۱۵ ]        |
| ۲۰۱۴ | بازی آرام نقش                    |               |                  | [ ۱۶ ]        |
| ۲۰۱۵ | فرزنو                            |               |                  |               |
| ۲۰۱۶ | بابابزرگ کثیف                    |               |                  |               |
| ۲۰۱۶ | مایک و دیو همراه عروسی می‌خواهند  |               |                  |               |
| ۲۰۱۷ | اینگرید به فنا می‌رود             |               | همچنین تهیه‌کننده |               |
| ۲۰۱۹ | بازی بچگانه                      |               |                  | [ ۱۷ ]        |
| ۲۰۲۰ | خرس سیاه                         |               | همچنین تهیه‌کننده | [ ۱۸ ]        |
| ۲۰۲۰ | شادترین فصل                      |               |                  | [ ۱۹ ]        |
| ۲۰۲۲ | امیلی جنایتکار                   |               | همچنین تهیه‌کننده | [ ۲۰ ]        |
| ۲۰۲۳ | عملیات فورچون                    |               |                  | [ ۲۱ ]        |
| ۲۰۲۴ | باسن پیر من                      | الیوت مسن‌تر   |                  | [ ۲۲ ]        |
| ۲۰۲۴ | مگالوپلیس                        | واو پلاتینیوم |                  | [ ۲۳ ]        |
| ۲۰۲۵ | دوستان حیوانی                    |               |                  | [ ۲۴ ]        |
| TBA  | The Ark and the Aardvark         | برین          | صداپیشه          | [ ۲۵ ]        |
| TBA  | نکن عزیزم!                       |               |                  | [ ۲۶ ] [ ۲۷ ] |

| Not yet released | به آثاری اشاره دارد که هنوز منتشر نشده‌اند |

### تلویزیون

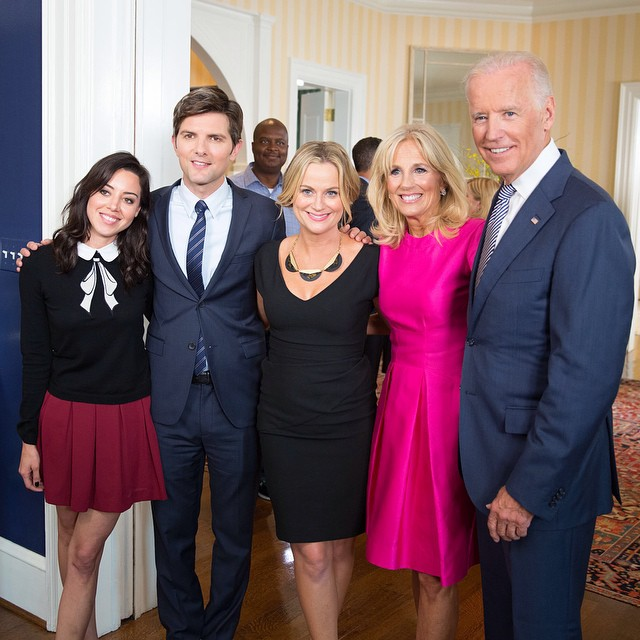
جو و جیل بایدن در کنار تعدادی از بازیگران مجموعه پارک‌ها و تفریحات؛ سال ۲۰۱۵

| سال             | عنوان                   | نقش                              | یادداشت‌ها                   |
| --------------- | ----------------------- | -------------------------------- | --------------------------- |
| ۲۰۰۶            | ۳۰ راک                  |                                  | یک قسمت                     |
| ۲۰۱۵–۲۰۰۹، ۲۰۲۰ | پارک‌ها و تفریحات        | April Ludgate                    | ۱۲۵ قسمت                    |
| ۲۰۱۴–۲۰۱۳       | افسانه کورا             |                                  | ۱۲ قسمت                     |
| ۲۰۱۵            | کسل                     |                                  | صدا؛ بدون اعتبار ۴ قسمت     |
| ۲۰۱۶            | باب‌اسفنجی شلوارمکعبی    |                                  | صدا یک قسمت                 |
| ۲۰۱۶            | کمدی بنگ! بنگ!          |                                  | یک قسمت                     |
| ۲۰۲۰–۲۰۱۶       | ذهن‌های جنایتکار         |                                  | ۴ قسمت                      |
| ۲۰۱۷–۲۰۱۹       | لژیون                   | شدو کینگ / اماهل فاروق لنی باسکر | ۲۷ قسمت                     |
| ۲۰۲۰–۲۰۱۹       | یانکی‌های کرنک           |                                  | صدا؛ ۲ قسمت                 |
| ۲۰۲۱            | تماس‌ها                  |                                  | صدا؛ ۲ قسمت                 |
| ۲۰۲۲            | نیلوفر آبی سفید         | هارپر اسپیلر                     | ۷ قسمت                      |
| ۲۰۲۲            | سیمپسون‌ها               |                                  | صدا؛ یک قسمت                |
| ۲۰۲۳            | پخش زنده شنبه شب        | خودش                             | قسمت: «آبری پلازا/سم اسمیت» |
| ۲۰۲۳            | Scott Pilgrim Takes Off | جولی پاورز                       | صداپیشه؛ ۵ قسمت             |
| ۲۰۲۴            | هیولاها در محل کار      |                                  | صداپیشه؛ ۳ قسمت             |
| ۲۰۲۴            | آگاتا تمام مدت          | ریو ویدال / دث                   | ۶ قسمت                      |
| TBA             | امیلی جنایتکار          | —                                | تهیه‌کننده اجرایی            |
| TBA             | کوین                    | —                                | نویسنده و تهیه‌کننده اجرایی  |